# Orbinia glossobranchia
Orbinia glossobranchia is een borstelworm uit de familie Orbiniidae.
De wetenschappelijke naam werd in 1861 voor het eerst geldig gepubliceerd door Schmarda.